# 氷見市立十二町小学校
氷見市立十二町小学校 （ひみしりつ じゅうにちょうしょうがっこう）は、富山県氷見市にある公立小学校。

## 校歌
1974年の創立100周年を記念し制定した。作詞は多胡羊歯による。歌詞は2番からなり、前半は地域の風土についての内容となっている。立山連峰や二上山といった山や、十二町潟などの地名が登場する。

## 沿革
- 1924年（大正13年）6月 - 十二町尋常小学校および下久津呂尋常小学校を統合し、十二町尋常小学校として開校[3][4]。
- 1925年（大正14年）4月 - 高等科を開設し、十二町尋常高等小学校に改称[4]。
- 1951年（昭和26年）12月 - 西校舎および昇降口を増築[4]。
- 1957年（昭和32年）9月 - 体育館を落成[4]。
- 1974年（昭和49年）11月 - 校歌を制定。百周年記念式典を開催[4]。
- 1980年（昭和55年）7月 - プールを落成[4]。
- 1991年（平成3年）3月 - 新校舎を落成[4]。
- 1996年（平成8年）8月 - 新体育館を落成[4]。
- 2013年（平成25年）10月 - 第52回全日本学校歯科保健優良校奨励賞を受賞[4]。

## 通学区域
以下の区域が対象。なお、十二町は荒舘地区、沖崎地区、島崎地区、坂津地区に相当する区域が対象。
- 万尾、川尻、海津、下久津呂、上久津呂、粟原、中谷内、西朴木、川崎、十二町[5]

## 進学先の中学校
- 氷見市立南部中学校[5]

## 周辺
- 富山県道70号万尾脇方線
- 富山県道・石川県道76号氷見惣領志雄線
- 十二町潟オニバス発生地